# Polyommatus lacon
Polyommatus lacon är en fjärilsart som beskrevs av Jermyns 1825. Polyommatus lacon ingår i släktet Polyommatus och familjen juvelvingar. Inga underarter finns listade i Catalogue of Life.